# Montagne della Porcina
Le Montagne della Porcina (1.826 m s.l.m.), è un complesso di vette appartenente all'altopiano della Sila.I monti sono collocati nella Sila Grande e territorialmente  ricadono nel comune di Casali del Manco.

## Posizione geografica
Il monte fa parte della catena montuosa più elevata della Sila comprendente il Botte Donato, Monte Curcio, Monte Scuro e Montenero quest'ultimo più a sud rispetto agli altri monti e separati da questi dalla vallata del Lago Arvo.

## Come raggiungerlo
Le Montagne della Porcina e le relative vette sono facilmente raggiungibili con qualsiasi automezzo in quanto le cime della montagna sono lambite dalla "Strada delle Vette". Per giungere in cima dalla SS 107 imboccare il bivio "Lorica-Silvana Mansio", quindi  imboccare la Sp 211 per "Rovale-Lorica", ed in seguito la SS 108 bis. Giunti a 2 km dal villaggio di Lorica imboccare la strada delle vette seguendo la segnaletica del Parco.